# クリスティアン・ザッカルド
クリスティアン・ザッカルド（Cristian Zaccardo, 1981年12月21日 - ）は、イタリア・フォルミージネ出身の元同国代表サッカー選手。現役時代のポジションはディフェンダー。
2006年ドイツW杯の優勝メンバー。必要に応じてセンターバックでプレーすることもできる右サイドバックで、3バックの右ディフェンダーや中盤でもプレーできるユーティリティプレーヤーである。ヘディングの強さも知られている。

## 経歴

### ボローニャ
ボローニャFCの下部組織出身。2001年にトップチームへ昇格し、フランチェスコ・グイドリン監督によって才能を見出される。

### パレルモ
2004年7月1日、セリエAに昇格したUSチッタ・ディ・パレルモにグイドリンと共に移籍。パレルモには4シーズンに亘って在籍し142試合に出場した。アンドレア・バルツァッリ、ジュゼッペ・ビアーヴァらと共にディフェンスラインを形成し、クラブの躍進を支えた。

### ヴォルフスブルク
2008年7月1日に同僚のバルツァッリと共にドイツのVfLヴォルフスブルクへ移籍金推定700万ユーロで移籍。しかし、サシャ・リーターや長谷部誠らとの争いに敗れてレギュラー獲得はならず。クラブは優勝したものの15試合の出場に留まり、全試合に出場したバルツァッリと明暗が分かれた。シーズン終了後に戦力外を言い渡され、ACミランやユヴェントスFC、ACFフィオレンティーナなどが獲得に乗り出した。

### パルマ
2009年8月29日、恩師であるグイドリン率いるパルマFCに5年契約で移籍。1年でのイタリア復帰となった。移籍初年度からスタメンの座を確保し、右サイドバックまたは3バックの一角を務めた。

### ミラン
2013年1月25日、ロドニー・ストラッサーとジャメル・メスバフとの2対1の交換トレードでACミランに移籍。
2014年9月2日にはジョナタン・ビアビアニーとのトレードで合意したが、自身が拒否したため同日中に破談となった。

### カルピ
2015年8月、カルピFCへ完全移籍。

### ヴィチェンツァ
2016年8月31日、ヴィチェンツァ・カルチョにレンタル移籍し、その後完全移籍に移行したものの、2018年まで残っていた契約を解除し1シーズンで退団した。

### ハムルン
LinkedInを利用するなどプレーの場を模索していた中、2017年10月4日にマルタ・プレミアリーグのハムルン・スパルタンズFCと1年契約を締結した。

### トレ・フィオリ
2019年1月31日、サンマリノのSPトレ・フィオリに移籍した。2019年7月9日、現役引退を発表した。

### 代表
2004年11月17日のフィンランド戦（メッシーナ）でイタリア代表デビュー。2005年10月8日のスロベニア戦で代表初ゴールとなる決勝点を挙げた。
2006年ドイツW杯では3試合に出場しイタリアの優勝に貢献。グループステージの最初の2試合では右サイドバックとして先発したが、第2戦のアメリカ戦でオウンゴールを献上している。2007年以降は代表から遠ざかった。

## 人物
ボローニャFCで中田英寿、VfLヴォルフスブルクで大久保嘉人、長谷部誠、ACミランで本田圭佑とチームメイトだった。

## 代表歴

### 出場大会
- イタリア代表
  - 2006 FIFAワールドカップ

### 試合数
- 国際Aマッチ 17試合 1得点（2004年-2007年）[6]

| イタリア代表 | 国際Aマッチ | 国際Aマッチ |
| 年           | 出場        | 得点        |
| ------------ | ----------- | ----------- |
| 2004         | 1           | 0           |
| 2005         | 9           | 1           |
| 2006         | 6           | 0           |
| 2007         | 1           | 0           |
| 通算         | 17          | 1           |

## タイトル

### クラブ
ヴォルフスブルク
- ブンデスリーガ : 2008-09

トレ・フィオリ
- コッパ・ティターノ : 2018-19

### 代表
- UEFA U-21欧州選手権 : 2004
- FIFAワールドカップ : 2006